# Timely!!
Timely!! es el sexto álbum de estudio de la cantante japonesa Anri, publicado el 5 de diciembre de 1983 por For Life Music.

## Información general
El álbum fue una colaboración entre Toshiki Kadomatsu y Anri. Es considerado uno de los mejores álbumes de Anri.
El sencillo «Cat's Eye» sirvió como tema de apertura de la serie de anime del mismo nombre. Fue uno de los sencillos más vendidos en Japón en 1983, permaneciendo en el número uno durante cinco semanas consecutivas. El sencillo fue regrabado para el álbum y luego fue versionado por el grupo de chicas MAX en 2010.

## Lista de canciones
Todas las canciones escritas y compuestas por Toshiki Kadomatsu, excepto donde esta anotado.
| Lado uno |                          |               |                 |          |  |
| N.º      | Título                   | Letras        | Música          | Duración |  |
| 1.       | «Cat's Eye» (New Take)   | Yoshiko Miura | Yuichiro Oda    | 3:09     |  |
| 2.       | «Windy Summer»           |               |                 | 4:06     |  |
| 3.       | «Stay By Me»             |               |                 | 3:37     |  |
| 4.       | «A Hope From Sad Street» | Anri          | Anri            | 4:19     |  |
| 5.       | «You Are Not Alone»      | Chinfa Kan    | Tetsuji Hayashi | 4:03     |  |

| Lado dos |                                                    |            |                 |          |  |
| N.º      | Título                                             | Letras     | Música          | Duración |  |
| 1.       | «悲しみがとまらない (I Can't Stop the Loneliness)» | Chinfa Kan | Tetsuji Hayashi | 4:23     |  |
| 2.       | «Shyness Boy»                                      |            |                 | 3:16     |  |
| 3.       | «Lost Love in the Rain»                            |            | Anri            | 4:19     |  |
| 4.       | «Driving My Love»                                  |            |                 | 4:51     |  |
| 5.       | «Good-Night for You»                               |            |                 | 5:20     |  |

## Créditos
Créditos adaptados desde las notas de álbum.
Músicos
- Anri – voz principal y coros
- Toshiki Kadomatsu – guitarra (todas menos 5), coros (2–4, 7, 10)
- Takayuki Hijikata – guitarra (3, 7, 9, 10)
- Masaki Matsubara – guitarra (3, 5)
- Tomohito Aoki – bajo eléctrico (todas menos 5)
- Eve – coros (1, 6, 8, 9)
- Nobuo Eguchi – batería (1–3, 7)
- Takeo Kikuchi – batería (4, 6 8–10)
- Pecker – percusión (1, 2, 5)
- Hiroyuki Iso – percusión (4, 6)
- Yoshihiro Tomonari – piano (3, 6, 7, 9, 10), sintetizador (4, 7–9)
- Jun Sato – piano, sintetizador (todas menos 5, 6), órgano (10)
- Hidetoshi Yamada – piano, sintetizador (5, 6)
- Souichi Noriki – sintetizador (6)
- Jake Concepcion – saxofón alto (2, 4)
- Shin Kazuhara – fliscorno (5), trompeta (6)
- Yoshihiko Shiraishi – coros (2–4, 7)
- Yurie Kokubu – coros (2–4, 7)

Personal técnico
- Nobuo Tsunetomi – director de orquesta
- Chu Sato – ingeniero de audio
- Hidetoshi Kobayashi – mánager
- Sei Sato – mánager
- Eiji Uchinuma – mezclas
- Masanori Matsubara – asistente
- Toshiki Kadomatsu – productor

Diseño
- Hisako Okubo – fotografía
- Tomio Watanabe – diseño de portada
- Satomi Yoshiguchi – peluquera, maquilladora
- Nobuko Saito – estilista